# 双脉囊薹草
双脉囊薹草（学名：Carex handelii）是莎草科薹草属的植物。分布在中国大陆的四川、云南等地，生长于海拔2,500米至3,100米的地区，多生长于山坡林下、沟边杂林下或草丛中，目前尚未由人工引种栽培。